# Nikołaj Ochłopkow
Nikołaj Pawłowicz Ochłopkow (ros. Никола́й Па́влович Охло́пков; ur. 2 maja?/15 maja 1900 w Irkucku, zm. 8 stycznia 1967 w Moskwie) – radziecki i rosyjski aktor filmowy. Kilkukrotny laureat Nagrody Stalinowskiej.
Pochowany na Cmentarzu Nowodziewiczym w Moskwie.

## Wybrana filmografia
- 1924: Banda bat´ki Knysza
- 1926: Zatoka śmierci jako marynarz
- 1937: Lenin w Październiku jako Wasilij
- 1938: Aleksander Newski jako Wasyl Busłajewicz
- 1939: Lenin w 1918 roku
- 1948: Opowieść o prawdziwym człowieku jako komisarz pułkowy Worobjow

## Nagrody i odznaczenia
- Ludowy Artysta RFSRR (1942)
- Ludowy Artysta ZSRR (1948)
- Nagroda Stalinowska (1941, 1947, 1949 x2, 1951 x2)
- Order Lenina (1954)
- Order Czerwonego Sztandaru Pracy (1938)
- Order Czerwonej Gwiazdy (1944)

I medale.